# Liste der Bodendenkmäler in Weißdorf
Auf dieser Seite sind die Bodendenkmäler in der oberfränkischen Gemeinde Weißdorf zusammengestellt. Diese Tabelle ist eine Teilliste der Liste der Bodendenkmäler in Bayern. Grundlage ist die Bayerische Denkmalliste, die auf Basis des Bayerischen Denkmalschutzgesetzes vom 1. Oktober 1973 erstmals erstellt wurde und seither durch das Bayerische Landesamt für Denkmalpflege geführt wird. Die folgenden Angaben ersetzen nicht die rechtsverbindliche Auskunft der Denkmalschutzbehörde.

## Bodendenkmäler der Gemeinde Weißdorf

### Bodendenkmäler in der Gemarkung Bug
| Lage           | Objekt                                                                                           | Akten-Nr.     | Bild |
| -------------- | ------------------------------------------------------------------------------------------------ | ------------- | ---- |
| Bug (Standort) | Mittelalterlicher Turmhügel.                                                                     | D-4-5737-0026 |      |
| Bug (Standort) | Archäologische Befunde und Funde sowie untertägige Teile der mittelalterlichen Burgruine Uprode. | D-4-5737-0039 |      |
| Bug (Standort) | Mittelalterlicher Burgstall.                                                                     | D-4-5837-0010 |      |
| Bug (Standort) | Befunde der frühen Neuzeit im Bereich des ehemaligen Schlosses in Bug.                           | D-4-5837-0062 |      |

### Bodendenkmäler in der Gemarkung Hallerstein
| Lage                   | Objekt                                                               | Akten-Nr.     | Bild |
| ---------------------- | -------------------------------------------------------------------- | ------------- | ---- |
| Hallerstein (Standort) | Bergbauareal des Mittelalters und der frühen Neuzeit.                | D-4-5837-0070 |      |
| Hallerstein (Standort) | Bergbauareal und Verhüttungsplatz des hohen und späten Mittelalters. | D-4-5837-0071 |      |

### Bodendenkmäler in der Gemarkung Weißdorf
| Lage                | Objekt | Akten-Nr.     | Bild |
| ------------------- | --- | ------------- | ---- |
| Weißdorf (Standort) | Hochmittelalterlicher Vorgängerbau sowie Befunde des Mittelalters und der frühen Neuzeit im Bereich der bestehenden spätmittelalterlichen Evangelisch-Lutherischen Pfarrkirche St. Maria in Weißdorf. | D-4-5837-0059 |      |
| Weißdorf (Standort) | Mittelalterliche Wasserburg und frühneuzeitliches Schloss Weißdorf. | D-4-5837-0060 |      |